# Квинт Егнаций Галиен Перпету
Квинт Егнаций Галиен Перпету (на латински: Quintus Egnatius Gallienus Perpetuus; * ок. 210; † сл. 250 г.) е римски политик от 3 век.
Произлиза от фамилията Егнации. Син е на Квинт Егнаций Прокул (суфектконсул през неизвестна година) и Мария Аврелиана Виолентила, сестра на историка Марий Максим (консул 223 г.). Дядо му Егнаций Прокул (легат на провинция Тракия и суфектконсул 219 г.) е чичо на Егнация Мариниана, която е втората съпруга на римския император Валериан I и майка на император Галиен и Валериан Младши.
Галиен Перпету е consularis vir в Алифе в Самниум, Италия. Той се жени за Тарония (* ок. 210), дъщеря на Квинт Тароний (* ок. 185) и има син Егнаций Декстер Максим (консул 263 г.), който има дъщеря Декстра (* 250), която се омъжва за Марк Мумий Албин.